# Proklamationen om monarkins avskaffande

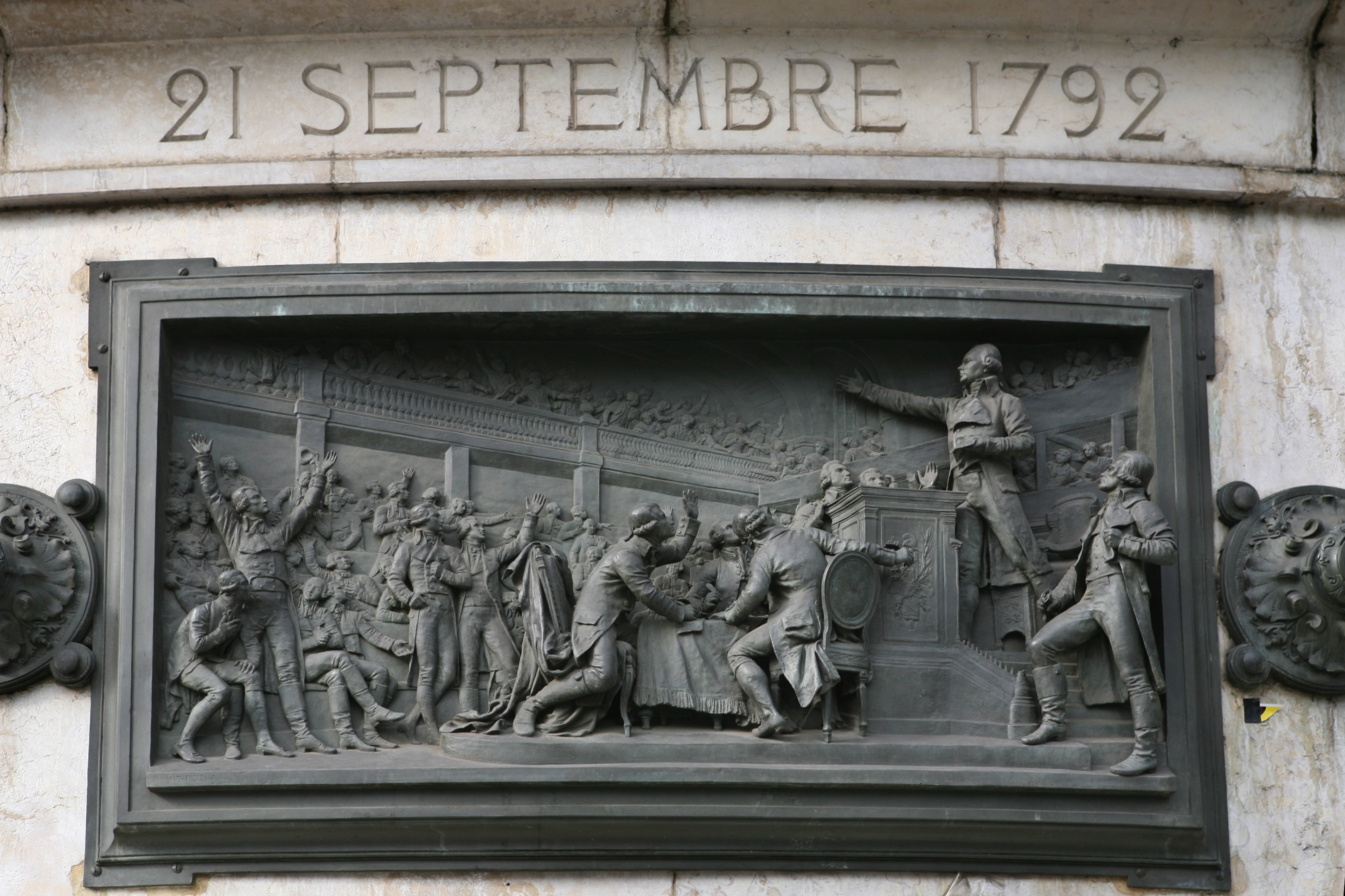
Proklamationen om monarkins avskaffande av Léopold Morice, Place de la République, Paris, 1883

Proklamationen om monarkins avskaffande (franska: Proclamation de l'abolition de la royauté) var en proklamation utfärdad av nationalkonventet som förklarade den franska monarkin avskaffad den 21 september 1792, och utropandet av den första franska republiken.
Proklamationen var följden av den kris för den konstitutionella monarkin som hade följt på flykten till Varennes 1791 och avslutats med stormningen av Tuilerierna och fängslandet av kungafamiljen i augusti, och revolutionsarméns seger i slaget vid Valmy den 20 september hade givit republikanerna momentum. Proklamationen följdes av en avkristningen under franska revolutionen och införandet av den franska revolutionskalendern. 